# 굴라브 싱
굴라브 싱(Gulab Singh, 1792년 10월 21일 ~ 1857년 6월 30일)은 잠무 지방의 라자(재위: 1822년 6월 16일 ~ 1846년 3월 16일), 잠무 카슈미르 왕국의 제1대 마하라자(1846년 3월 16일 ~ 1856년 2월 20일)이자 도그라 왕조의 창시자이다.

## 생애
힌두교도인 키쇼르 싱 잠왈의 아들로 태어났으며 도그라 라지푸트 가문 출신이다. 1809년에 시크 제국의 마하라자였던 란지트 싱이 이끌던 군대에 입대하여 12,000루피 상당의 자기르와 90마리의 말을 벌어들일 만큼 성공을 거두었다. 1822년에는 키쇼르 싱의 뒤를 이어 잠무 지방의 라자로 즉위했다.
1846년에 제1차 영국-시크 전쟁에서 시크 제국이 패하자 굴라브 싱은 잠무 카슈미르에서 잠무 카슈미르 왕국을 건국했다. 1846년에 영국 동인도 회사와 체결한 암리차르 조약에 따라 시크교도들이 1818년 시크 제국의 총리였던 라자 디얀 싱이 카슈미르에서 시크교도들에게 양도한 모든 토지 거가운데 750만 나나크샤히 루피에 대해 영국이 굴라브 싱에게 매각한 것을 공식화했다. 그의 왕위는 아들인 란비르 싱이 이어받았다.